# Пыл-Ава
Пыл-Ава (Пылгом, Пылвылвал-Юмо) — богиня поверх облаков, туч; небо, букв. «кора облаков» — женское божество марийского пантеона.

## Описание и функции
Пыл-Ава молились во время регулярных жертвоприношений, а также в случае засухи или града. Соответствующее мужское божество — Пыл-Юмо или Пылвылвал-Юмо. Последнего И. Н. Смирнов причислял к высшим божествам, отождествляя его с Куго-Юмо. Как правило, Пыл-Ава отождествлялась с матерями неба и земли — Кава и Мланде: «Ступил — образовалась яма, пнул — образовался холмик. Между ямой и холмиком серебряные стулья стоят. На одном — дочь Юмо, на другом — сын Юмо. Как дочь Юмо будьте богаты, как сын Юмо будьте счастливы. Мать неба пусть даст сверху, мать земли пусть даст снизу».
По данным Н. П. Рычкова, Кава — богиня которая живёт отдельно от всех других богов. Считалось, что её жилище располагается в самом зените неба так, что «когда солнце среди лета взойдет на полдень, то в то время светит оно возле самого её жилища».

## Мифы
Сохранился миф о том, что некогда небо было ближе к земле, чем сейчас. Женщины раскладывали на нём мокрое белье. Однако после того как одна женщина запачкала небо, оно с грохотом поднялось на недосягаемую для людей высоту.

## Семья и близкие образы
Наряду с небом, обожествлялись отдельные атмосферные явления и космические объекты, такие как заря — Ужара, звезды — Шудыр.
Сохранилось поверье о том, что на краю мира висит занавес в виде полога с отверстиями. Через эти отверстия видны звезды, солнце, луна.

## Культ
Как супруга Юмо (в источниках — Царя богов, Ямо), Юмон ньё, Божья мать, считалась главенствующей над всеми другими богинями, имея, во время молений, своего жреца. Иногда в жертву Кава приносили коней или коров. В священной роще матери неба посвящали ель (недаром герои марийских сказок поднимаются на небо по ели или сосне).